# Wahas
Wahas is een bestuurslaag in het regentschap Gresik van de provincie Oost-Java, Indonesië. Wahas telt 1442 inwoners (volkstelling 2010).